# Фернанду
Фернанду I Прекрасни (порт. (португалски: Fernando I O Formoso) e 9-и крал на Португалия от 1367 г. до 1383 г.

## Произход
Той е вторият син на крал Педру I и втората му съпруга Констанца, дъщеря на писателя и политика Жуау Емануеле Кастилски – потомък на Фернандо III Кастилски (негов дядо)- и на Костанца Арагонска (1300 – 1327), дъщеря на краля на Арагон, Хайме II Арагонски.

## Управление
След гибелта през 1369 година на краля на Кастилия Педро I Жестоки, не оставя законни наследници, Фернанду се обявява за наследник на трона, защото по линия на своята майка се пада праправнук на крал Фернандо III. Претенции на португалския крал поддържат няколко крупни градове и част от феодалната аристокрация на Галисия, той сключва съюз с другия претендент – английския принц по кръв Джон Гонт, херцог Ланкастър, женен за дъщерята на убития крал Педро; както и с краля на Навара, Карл II Злия. Съгласно съюзния план, англичанинът получава кастилския трон, кралят на Навара – кастилските области Гипускоа и Алава, португалците Галисия.
Така Фернанду започва война със своя чичо Енрике II Трастамара за трона на Кастилия.

## Бракове
През 1371 г. Фернанду се отказва от Кастилския трон и обещава да се ожени за братовчедката си и дъщеря на Енрике II, Елеонора Трастамара. Брачният съюз не се осъществява, тъй като Фернанду вече има интимна връзка със съпругата на свой придворен – Леонора Телес де Менезеш.
Кралят успява да анулира този брак и през март 1372 г. се жени за Леонора. Същата година им се ражда дъщеря – Беатрис.

## Деца
От Леонора Телес де Менезеш:
- Беатриса Португалска (1373- 1412), кралица на Кастилия, жена на Хуан I Кастилски;
- Педру (1375 – 1380);
- Афонсу (19 – 23 юли 1382)

От своята незаконна сестра Беатрис:
- Изабела (1364 – 1395), дама де Визеу, графиня Норения.

## Смърт и регентство
Фернанду не оставя мъжки наследници, с него се прекъсва прекият клон на Бургундската династия.
След смъртта на Фернанду на 29.10.1383 г., Елеонора Телес става регент на дъщеря си Беатрис. Регентството не трае дълго, понеже португалските благородници не са съгласни със създалото се положение. Започва португалското междуцарствие.